# Generaal pardon (immigratie)
Een generaal pardon is een term die in Nederland gebruikt wordt in de context van immigratie respectievelijk regularisatie. Een generaal pardon is een regeling waarbij migranten die al geruime tijd in het land verblijven alsnog een eerder geweigerde verblijfsvergunning toegekend krijgen. De immigranten wachten op een definitieve verblijfsvergunning of hun verzoek om een verblijfsvergunning werd eerder afgewezen, maar verblijven nog steeds illegaal in Nederland. Bij een generaal pardon worden deze verblijfsvergunningen niet meer individueel beoordeeld, maar krijgt een hele groep collectief in één keer een verblijfsvergunning. Deze groep wordt dan vooraf gedefinieerd aan de hand van bepaalde criteria, bijvoorbeeld:
- Het aantal jaren dat iemand in het land verblijft
- De mate van integratie (de taal spreken, hier geboren etc.)
- Of iemand betaald werk heeft en daar belasting over betaalt (de zogeheten witte illegalen)
- Of iemand een strafblad heeft, of een associatie met oorlogsmisdaden heeft (uitsluitingsgrond artikel 1F Vluchtelingenverdrag).

## Situatie in Nederland

### Ontwikkelingen in Nederland tot 2007
Het kabinet-Balkenende IV zou eind 2006, begin 2007 een belangrijke hobbel nemen voor het generaal pardon. Asielzoekers die langer dan zes jaar in Nederland verbleven, zouden in principe mogen blijven. De regeling had nogal wat voeten in de aarde, onder meer omdat niet precies duidelijk was welke criteria zouden worden gebruikt.
Het idee van een generaal pardon was in de daaraan voorafgaande jaren in Nederland keer op keer opgedoken in politieke discussies over asielzoekers die nog onder de oude vreemdelingenwet vielen. Eind 20e eeuw werd in Nederland de toestroom van asielzoekers, en het niet precies bekende aantal van hen dat ook na een niet verwerven van een verblijfsvergunning in Nederland bleef, steeds meer een maatschappelijk gevoelige kwestie. Uiteindelijk werd dit ook een politiek onderwerp, dat vaak met een populistische toonzetting in een adem genoemd werd met de problematiek van de grotere instroom van allochtonen (eerder: gastarbeiders). Marginaal opererende omstreden politici als Joop Glimmerveen (Nederlandse Volks-Unie) en Hans Janmaat (Centrumpartij, later Centrumdemocraten) bepleitten openlijk een massale uitzetting van "ongewenste buitenlanders": een "enkele reis terug".
Aan het eind van de jaren negentig was de groep van langdurig in Nederland verblijvende asielzoekers die geen of slechts een tijdelijk verblijfsrecht had, gegroeid naar zo'n 50.000. In de context van de formatie van het tweede kabinet-Kok (1998) en het voornemen om een geheel nieuwe vreemdelingenwet (de latere VW 2000) te formuleren, vroeg VluchtelingenWerk Nederland voor het eerst aandacht voor een 'Eenmalige Uitzonderlijke Maatregel':
VluchtelingenWerk stelt voor dat alle (ook de afgewezen) asielzoekers uit een voormalig vvtv-land, die nu langer dan drie jaar in Nederland verblijven, een verblijfsvergunning krijgen. Coalitiepartner VVD was echter expliciet tegen het nemen van een maatregel waarbij de invoering van een nieuwe vreemdelingenwet werd gekoppeld aan het in een keer wegwerken van de bestaande achterstanden.
In de aanloop naar de Tweede Kamerverkiezingen in 2002 maakte Pim Fortuyn deze problematiek tot een van de speerpunten in zijn programma. In een interview in dagblad de Volkskrant dat werd gepubliceerd op 9 februari 2002 trachtte hij zijn standpunt te nuanceren ten opzichte van Janmaat.
Gevraagd naar het verschil tussen hem en Janmaat, antwoordde hij: "Ik zeg: iedereen die hier binnen is, blijft hier binnen. Janmaat ging wel een stapje verder. Die wilde bevorderen dat mensen een enkele reis terug kregen. Dat zult u bij mij niet zien. Wat ik wel zeg, is dat het nu afgelopen moet zijn. En dat we er genoeg hebben. Veertigduizend per jaar, dat is in vier jaar tijd een stad van een omvang van Groningen. Dat moeten mensen zich eens even goed realiseren. En dan veelal: enkele reis onderklasse. Nou dat zie ik niet zo zitten. Daar moeten we maar eens even mee stoppen."
Tijdens de kabinetsformatie van mei 2002 bracht de LPF het voorstel in om de groep die langer dan vijf jaar in Nederland verblijft een generaal pardon te verlenen, echter gecombineerd met een volledige immigratiestop. Begin 2003 stelde LPF-minister voor Vreemdelingenzaken en Integratie Nawijn een specifiek pardon voor, de Eenmalige Regeling 2003.
De belangrijkste argumenten van voorstanders waren:
- De procedure bij de IND duurt langer dan voorgeschreven, waardoor de mensen te lang in onzekerheid verblijven (jaren na invoering van de nieuwe vreemdelingenwet zijn er nog mensen die onder de oude wet vallen).
- De procedure van de IND is eenzijdig gericht op het binnenlaten van zo min mogelijk mensen.
- Van mensen die hier een heel bestaan hebben opgebouwd is het inhumaan om ze terug te sturen naar hun land van herkomst.
- Personen die betaald werk verrichten en daar belasting over betalen leveren eveneens hun bijdrage aan de economie. Bovendien verrichten veel illegalen baantjes die andere mensen niet willen aannemen. Het niet laten blijven van deze mensen is dus niet alleen inhumaan maar brengt de economie ook schade toe.
- Kinderen die hier zijn geboren of erg jong hierheen gekomen zijn, hebben onvoldoende kennis van het land van 'herkomst' van hun ouders en de taal die daar gesproken wordt en kunnen dus niet worden teruggestuurd.
- De IND kan met een schone lei beginnen en hoeft niet nog steeds de achterstand uit het verleden weg te werken.

De belangrijkste argumenten van tegenstanders waren:
- De asielzoekers zouden geen vluchtelingen zijn in de zin van de definitie in art. 1 van het Vluchtelingenverdrag.
- Een generaal pardon geeft een 'aanzuigende werking' op nieuwe migranten. Het leidt bovendien tot migratiestromen van illegalen binnen Europa die "shoppen" voor generaal pardons. Het eenzijdig afkondigen van een generaal pardon zal Nederland hierdoor ook door omliggende landen niet in dank worden afgenomen.
- Het 'tegenwerken van de procedure' (misbruik maken van het recht om herhaaldelijk in beroep te gaan), evenals in het verleden liegen over hun situatie, moet niet worden beloond met een verblijfsvergunning.
- Niet eerlijk richting mensen die inmiddels weer zijn teruggekeerd naar hun land van oorsprong omdat hun verblijfsvergunning was afgewezen.
- Een generaal pardon zou eveneens niet eerlijk zijn tegenover legale migranten die veel moeite doen en hoge kosten maken om in Nederland te kunnen wonen. Daarbij wordt een generaal pardon vaak gevolgd door een nog strenger immigratiebeleid waar eveneens de vluchtelingen en de legale immigranten het gelag van betalen.
- Het is inderdaad erg hard tegenover kinderen van illegale migranten en degenen die een bestaan hebben opgebouwd, maar de verantwoordelijkheid hiervoor ligt in de eerste plaats bij de migranten die hier zelf voor hebben gekozen, en niet bij de Nederlandse overheid.
- De zeer hoge kosten.

In februari 2004 was er een voorlopig einde gekomen aan een reeks debatten in de Tweede Kamer over een eenmalige maatregel voor asielzoekers die nog onder de oude Vreemdelingenwet (voor 1 april 2001) asiel hadden aangevraagd en van wie velen reeds langere tijd in Nederland verbleven. Een beperkte groep asielzoekers, die al vijf jaar of langer wachtte op de definitieve uitslag van hun eerste asielverzoek, kreeg (mits er geen sprake was van contra-indicaties) een "pardon" en daarmee een verblijfsvergunning.
Daarbij ging het toen om in totaal 20.972 personen. Een veel grotere groep, ruim 26.000 mensen, zou echter als ze uitgeprocedeerd raakte gedwongen worden Nederland alsnog te verlaten. Wel zou dan in individuele gevallen getoetst worden op "schrijnendheid" en zouden de "26.000" extra begeleiding en ook een extra premie bij terugkeer krijgen.
Alles zou in het werk worden gesteld om te voorkomen dat gezinnen door uitzetting zouden worden gescheiden. Er zou nog eens goed worden gekeken naar de vraag of een uitgeprocedeerde asielzoeker buiten zijn of haar schuld niet naar het land van herkomst zou kunnen gaan. Ook zou er een zo "sluitend mogelijke aanpak" komen, waardoor verwacht werd dat dan zo veel mogelijk mensen inderdaad zouden kiezen voor terugkeer en niet voor een voortdurend illegaal verblijf in Nederland.

### Generaal pardon 2007
Volgens een onderzoek in oktober 2006 zou ruim twee derde van de Nederlandse bevolking voorstander zijn van een generaal pardon voor de oudewetters. Onder de CDA-kiezers zou er een ruime meerderheid zijn van 63 procent, terwijl de partij er zelf tegen was. Dit bleek uit een enquête van het onderzoeksbureau TNS NIPO in opdracht van VluchtelingenWerk Nederland. VVD-stemmers bleken verdeeld over een eenmalige verblijfsregeling: 49 procent was voor, eenzelfde percentage tegen. De partij zelf verzette zich tegen een pardon.
Een ruime meerderheid van de linkse stemmers vond dat de groep in Nederland mocht blijven. De linkse partijen (PvdA, SP, GroenLinks) waren voor een generaal pardon voor asielzoekers die langer dan vijf jaar in Nederland wonen, evenals de ChristenUnie.
Kiezers van D66 en de LPF waren niet meegenomen in de analyse, omdat het aantal potentiële stemmers op die partijen destijds te laag zou zijn. TNS NIPO had de vragen over asielzoekers gesteld tijdens de peilingen voorafgaand aan de Tweede Kamerverkiezingen, waarvoor wekelijks 938 Nederlanders werden benaderd.
Op 4 november 2006 was er op het Plein in Den Haag een landelijke manifestatie waar werd gedemonstreerd voor de invoering van een generaal pardon.
Na de Tweede Kamerverkiezingen van 22 november 2006 werd duidelijk dat er onder in het nieuw te vormen kabinet-Balkenende IV het pardon zou komen, waarvoor de PvdA en de ChristenUnie zich hadden sterk gemaakt. In het coalitieakkoord, dat op 7 februari 2007 tot stand kwam tussen de regeringspartijen, werd overeengekomen dat de oude Vreemdelingenwet zou worden "afgewikkeld", dat wil zeggen dat het pardon nader zou worden uitgewerkt.
Op 30 november 2006, nog voor de beëdiging van het nieuwe kabinet (die zou plaatsvinden op 22 februari 2007, stemde de Tweede Kamer reeds in met de Regeling nalatenschap oude Vreemdelingenwet die bekend is geworden als het Generaal Pardon van 2007, dat vervolgens op 15 juni 2007 in werking trad. Deze door het kabinet-Balkenende IV voorgestelde pardonregeling kwam met de kleinst mogelijke meerderheid door de stemming: 75 stemmen voor, 74 stemmen tegen.
In 2003 was al voorspeld dat de stemverhouding aldus zou uitvallen: PvdA, GroenLinks, SP, LPF, D66 en ChristenUnie konden in potentie 76 Kamerleden mobiliseren - de kleinst mogelijke meerderheid.
Deze regeling stelde onder meer als voorwaarden aan degene die er een beroep op wilde doen de regeling onder andere een onafgebroken verblijf in Nederland en een maximaal toegestane contra-indicatie ("opgelegde straf").
De officiële naam van de regeling uit 2007 luidde Regeling afwikkeling nalatenschap oude Vreemdelingenwet en op grond daarvan werd een verblijfsvergunning verstrekt aan de vreemdeling:
- a. wiens eerste asielaanvraag vóór 1 april 2001 was ingediend, dan wel die zich reeds vóór 1 april 2001 bij de Immigratie- en Naturalisatiedienst (IND) of Vreemdelingenpolitie had gemeld voor het indienen van een asielaanvraag,
- b. die sinds 1 april 2001 ononderbroken in Nederland had verbleven (hiervan zou onder omstandigheden kunnen worden afgeweken), en
- c. die, voor zover toepasselijk, vooraf schriftelijk had aangegeven dat hij zijn lopende procedures onvoorwaardelijk intrekt bij verblijfsaanvaarding op grond van de regeling.

Voorts werd op grond van de regeling verblijf toegestaan aan gezinsleden van een vreemdeling wiens verblijf op grond van de regeling was aanvaard indien deze gezinsleden uiterlijk op 13 december 2006 Nederland waren ingereisd en voor zover de gezinsband reeds bestond voor de komst van de hoofdpersoon naar Nederland. Dit gold tevens voor in Nederland geboren kinderen van wie de ouder(s) op grond van de regeling verblijf werd toegestaan.
Naast deze voorwaarden golden in alle gevallen de volgende contra-indicaties:
- a. de vreemdeling vormde een gevaar voor de openbare orde (inclusief artikel 1F van het Vluchtelingenverdrag) of de nationale veiligheid,
- b. de vreemdeling was reeds houder van een verblijfsvergunning, anders dan een bij deze regeling genoemde verblijfsvergunning voor bepaalde tijd,
- c. de vreemdeling was onderdaan van een lidstaat van de EU/EER, of
- d. de vreemdeling had in verschillende procedures verschillende identiteiten of nationaliteiten opgegeven waarvan in rechte was vastgesteld dat hieraan geen geloof kon worden gehecht.

De definitieve inhoud van deze Regeling nalatenschap oude Vreemdelingenwet werd bekendgemaakt in een brief van staatssecretaris Albayrak aan de Tweede Kamer op 25 mei 2007.
Tijdens het parlementair debat over de voorgestelde regeling bleek vooral het onafgebroken verblijf een punt van discussie, omdat een uitgeprocedeerde asielzoeker verplicht is om Nederland binnen een bepaalde termijn te verlaten. Wanneer de uitgeprocedeerde vluchteling na het verlaten van Nederland niet terugkeert naar zijn land van herkomst maar door buurlanden weer terug wordt gestuurd naar Nederland, ontstaat volgens een meerderheid van het parlement een ongelijkheid ten opzichte van uitgeprocedeerde vluchtelingen die geen gehoor geven aan de plicht om Nederland te verlaten. Uiteindelijk werd er geen motie over deze kwestie ingediend. Een aantal belangengroepen kondigde daarop aan zich te gaan inzetten voor de belangen van de groep uitgeprocedeerde vluchtelingen die enige tijd in een ander Europees land verbleven. Een groot deel van deze groep vluchtelingen wordt ook wel aangeduid met de term "Dublin-claimanten".
De pardonregeling kreeg gestalte middels een wijziging van de Vreemdelingencirculaire 2000 (2007/11) en een wijziging van het Voorschrift Vreemdelingen 2000 (63e wijziging) en werd in de Staatscourant van 13 juni 2007 gepubliceerd. Ze trad in werking per 15 juni 2007.

### Ontwikkelingen in 2008
- In het voorjaar van 2008 meldden zich plotseling enkele honderden illegaal in Nederland verblijvende Chinezen bij de vreemdelingenpolitie na een gerucht dat prins Willem-Alexander zijn moeder Beatrix zou opvolgen en als gebaar een generaal pardon zou afkondigen voor alle illegale migranten. De Chinezen werden in asielzoekerscentra ondergebracht, waaruit een aantal weer wegliepen.

- De Afdeling bestuursrechtspraak van de Raad van State besliste op 10 november 2008 dat de pardonregeling zoals die in 2007 was afgekondigd niet in strijd kwam met artikel 1 van de Grondwet (het gelijkheidsbeginsel) met betrekking tot de vraag of er onderscheid werd gemaakt tussen vreemdelingen die wel een asielaanvraag hadden ingediend en zij die dit niet hadden gedaan. Het gemaakt onderscheid zou gerechtvaardigd zijn, gezien de verantwoordelijkheid die de Nederlandse staat voor vluchtelingen heeft.

Internationale verplichtingen hadden ertoe geleid dat de Nederlandse overheid voor vreemdelingen die een asielaanvraag hadden ingediend andere verantwoordelijkheden had aangenomen dan voor vreemdelingen die dat niet hadden gedaan, zoals de plicht deze vreemdelingen op te vangen. Voor vreemdelingen die geen asielaanvraag hadden ingediend, bestond die verplichting niet.
- De Afdeling bestuursrechtspraak oordeelde op 3 december 2008 in twee uitspraken dat het mogelijk moest zijn middels de gebruikelijke bestuursrechtelijke procedure tegen overheidsbeslissingen ook bezwaar in te dienen tegen een ambtshalve weigering tot het verlenen van een pardonvergunning. Deze weigering was volgens de Afdeling namelijk "een rechtens relevante handeling in de zin van artikel 72 lid 3 Vw", blijkens de uitspraak in een hoger beroep in twee zaken van zowel een Turkse en een Iraakse vreemdeling als van de staatssecretaris van Justitie tegen eerdere uitspraken van de rechtbank.

Uitgangspunt van de pardonregeling was geweest dat ze middels de ambtshalve verlening van een verblijfsvergunning aan diegenen die daarvoor in aanmerking zouden komen, snel diende te kunnen worden uitgevoerd, zodat ook aan de betrokken groep vreemdelingen zelf eveneens snel zekerheid kon worden geboden. Aan degenen die in beginsel wel tot de doelgroep behoorden, doch wegens contra-indicaties geen aanbod hadden ontvangen, zou dat niet actief kenbaar worden gemaakt. De regeling maakte het wel mogelijk voor vreemdelingen zelf een aanvraag in te dienen, indien zij van mening zouden zijn dat ten onrechte was geoordeeld dat zij er niet voor in aanmerking zouden komen. Conform staand beleid werden dan leges geheven en waren het paspoortvereiste en het vereiste te beschikken over een geldige machtiging tot voorlopig verblijf van toepassing.
Door de Raad van State werd de kern van die werkwijze in het kader van de Regeling nalatenschap oude Vreemdelingenwet, namelijk de ambtshalve beoordeling, niet ter discussie gesteld. Evenmin richtten de uitspraken zich op de inhoud van de Regeling en de voorwaarden waaronder vreemdelingen in aanmerking konden komen voor een vergunning. Wel werd geoordeeld dat de weg van het indienen van een aanvraag als een onvoldoende adequate rechtsgang moest worden aangemerkt. Daarom moest de gebruikelijke bestuursrechtelijke procedure van bezwaar tegen de schriftelijke bevestiging van een niet doen van een aanbod openstaan.
Dit betekende dat ten aanzien van die vreemdelingen die in beginsel wel tot de doelgroep behoorden, maar bij wie in het kader van de ambtshalve beoordeling was geoordeeld dat zij in verband met de aanwezigheid van contra-indicaties toch niet in aanmerking zouden komen voor een verblijfsvergunning, reeds ingediende bezwaren of nog in te dienen bezwaren ook inhoudelijk moesten worden behandeld.
Staatssecretaris Albayrak (Vreemdelingenzaken) had het bezwaar van de twee vreemdelingen in de aan de Raad van State voorgelegde zaken tegen het niet doen van een aanbod niet inhóudelijk behandeld (niet-ontvankelijk verklaard). Dit omdat daartegen volgens de staatssecretaris geen bezwaar kón worden gemaakt. Zij voerde aan dat de vreemdelingen het niet-doen van het aanbod aan de orde konden stellen door een níeuwe aanvraag voor een reguliere verblijfsvergunning in te dienen. De vreemdelingen waren het oneens met de beslissingen en gingen in beroep bij de rechtbank van Haarlem, die hen in het gelijk stelde. De Raad van State bevestigde deze uitspraken.
De Staatssecretaris had bij de uitvoering van de generaalpardonregeling gekozen voor een systeem waarbij een vreemdeling, die in aanmerking kan komen voor een pardon, een aanbod wordt gedaan. Indien die vreemdeling vervolgens zou voldoen aan de voorwaarden, zoals het intrekken van lopende toelatingsprocedures, zou hem ambtshalve een verblijfsvergunning worden verleend. Het gevolg van de uitspraken van de Raad van State uit december 2008 is dat vreemdelingen aan wie kenbaar wordt gemaakt dat zij geen aanbod van de staatssecretaris krijgen, daartegen direct bezwaar kunnen maken.
De uitspraak van de Raad van State, die een mogelijkheid opende voor een toch alsnog voeren van nieuwe procedures, die bij het ontwerpen van de slechts schijnbaar "dichtgetimmerde" regeling van het generaal pardon juist uitgesloten werden geacht, werd door hulporganisaties en asieladvocaten met instemming ontvangen. In de politiek werd echter verdeeld gereageerd.
Met name woordvoerders van PVV en VVD betoonden zich verontwaardigd. Tweede Kamerlid Sietse Fritsma (PVV) verklaarde: "Rampzalig. Het generaal pardon was al een ramp, maar die wordt nu nog groter. Mensen die niet in aanmerking komen voor het generaal pardon zouden uitgezet worden, maar dat kun je nu wel vergeten. Alle asielzoekers kunnen nu dus doorprocederen en hun verblijf rekken, die krijg je Nederland niet meer uit. Er gaan gewoon meer mensen generaal pardon krijgen. We voelen ons beduveld."
Ook Rita Verdonk (ToN) vreesde voor de gevolgen. "Dit gaat heel veel geld en werk kosten. Iedereen grijpt zijn kans."
Het commentaar van Henk Kamp (VVD) luidde: "De schade die het generaal pardon heeft aangericht, is nóg groter dan we al vreesden." Gewezen werd op de oplopende kosten van het generaal pardon, indien waarschijnlijk honderden asielzoekers alsnog een verblijfsvergunning zouden kunnen verkrijgen. "Deze groep is minder kansrijk dan de gemiddelde asielzoeker. Hun kosten - bijvoorbeeld werkloosheidsuitkeringen, ziektekosten, huursubsidie, oudedagsvoorzieningen - komen voor rekening van de samenleving", stelde Kamp. Fritsma sprak van een "falend generaal pardon" en zag reden tot het aanvragen van een interpellatiedebat in de Tweede Kamer, waarin hij opheldering verlangde over de consequenties van de nieuwe mogelijkheid tot bezwaarprocedures.
Jan de Wit daarentegen (SP) was blij met de uitspraak. "Het is terecht dat iemand die buiten het generaal pardon valt, daarover kan procederen."
Kort na deze uitspraak van de Raad van State werd afgekondigd dat de Regeling nalatenschap oude Vreemdelingenwet met ingang van 1 januari 2009 zou worden beëindigd. Staatssecretaris Nebahat Albayrak van Justitie meldde op 9 december 2008 middels een brief aan de Tweede Kamer: "nu de IND, zoals de bedoeling was, de Regeling ambtshalve heeft kunnen afronden en alle in aanmerking komende vreemdelingen ruimschoots in de gelegenheid zijn gesteld om voor zichzelf om een burgemeestersverklaring te verzoeken, bestaat thans aanleiding de Regeling formeel te sluiten."
Zij merkte daarbij op dat het sluiten van de regeling niet van invloed zou zijn op de bezwaar- en beroepsprocedures naar aanleiding van de uitspraak van de Raad van State van 3 december 2008. Pardonkandidaten zouden dus nog tot 1 januari 2009 de betreffende burgemeestersverklaring kunnen aanvragen.
Op 15 december 2008 besliste de voorzieningenrechter van de rechtbank Arnhem dat een bezwaarschrift van een pardonkandidaat die een
aantal maanden in België had verbleven een redelijke kans van slagen had, aangezien de IND nog niet had aangegeven onder welke omstandigheden bij de pardonverlening kon worden afgeweken van het vereiste van onafgebroken verblijf in Nederland.

### Ontwikkelingen in 2009
Hoewel de regeling in 2008 zou eindigen, bleef na 1 januari 2009 tóch de mogelijkheid bestaan voor in Nederland verblijvende vreemdelingen in aanmerking te komen voor het generaal pardon. Dat zou passen in de "geest van barmhartigheid" van de regeling.
Woordvoerders van verschillende Kamerfracties uitten eind 2008 scherpe kritiek op staatssecretaris Albayrak, omdat zij de gemeentelijke pardonloketten niet per 1 januari wilde sluiten, ofschoon zij dit had toegezegd.
De strekking van de pardonregeling was dat de rijksoverheid eindelijk de verantwoordelijkheid zou nemen voor achterstanden die ze zelf had laten ontstaan. Concreet betekende de regeling een einde aan uitzichtloos wachten voor enkele tienduizenden asielzoekers, die al sinds de invoering van de nieuwe Vreemdelingenwet in april 2001 in Nederland verbleven. Het merendeel daarvan was rechtmatig in Nederland en slechts een zeer klein deel was reeds uitgeprocedeerd.
Een vreemdeling kwam in aanmerking voor een pardonvergunning indien hij of zij voor 1 april 2001 een asielaanvraag had ingediend, sindsdien Nederland niet had verlaten en er geen van de gestelde uitsluitingsgronden van toepassing zou zijn.
Op het onderdeel van het "gemeentelijke pardonloket" bleek een overschrijding van de oorspronkelijke planning. De functie van het pardonloket was dat een pardonkandidaat, die niet "bekend" was bij de IND, zich dan zou kunnen aanmelden bij de gemeente. De burgemeester van die gemeente zou dan vervolgens beoordelen of de betreffende asielzoeker "ononderbroken" verblijf had gehad in zijn gemeente. Indien dat aannemelijk werd geacht, zou dit doorgegeven worden aan de IND, die vervolgens op de resterende criteria zou toetsen.
Deze beoordeling door de burgemeester bleek in de praktijk problemen op te leveren. Het was voor de pardonkandidaten vaak lastig bewijs te leveren van het ononderbroken verblijf. Dat bleek met name een probleem voor vreemdelingen die jarenlang hadden getracht niet op te vallen, een verborgen bestaan hadden gevoerd. Na verloop van tijd was het de meesten echter uiteindelijk toch gelukt hun verblijf aannemelijk te maken.
Het uiteindelijk overblijvend probleem vormde 2 procent van de totale groep hoofdzakelijk getraumatiseerde asielzoekers, die al jaren als dak- of thuisloze een zwervend bestaan hadden geleid. Het ongeloof bij deze kleine groep over het bestaan van de pardonregeling, zou hebben geleid tot een afwachtende houding jegens het aangekondigd generaal pardon: "eerst zien, dan geloven". Deze aarzelende pardonners werd aldus enig respijt verleend.
In de loop van januari 2009 werd bekend dat de zogenaamde "pardonafvallers" tot en met 28 januari de gelegenheid zouden krijgen een beoordeling op te vragen. Wie goede argumenten had om bezwaar te maken tegen het onthouden van de pardonvergunning, zou er verstandig aan doen zo snel mogelijk eventueel alsnog de beoordeling bij de IND op te vragen.
Indien een pardonafvaller uiterlijk op 28 januari 2009 de beoordeling zou opvragen, was er de optie binnen vier weken na het toezenden van deze beoordeling nog een bezwaarschrift in te dienen tegen de weigering van het pardonaanbod.
Het maken van bezwaar kon onder andere zinvol zijn indien een van de volgende punten zou worden tegengeworpen:
- de betrokkene had de asielaanvraag weer ingetrokken;
- verblijf buiten Nederland, in geval de betrokkene niet de bedoeling had om Nederland definitief te verlaten;
- gebruik van meerdere identiteiten, in geval fraude niet in rechte zou zijn vastgesteld;
- veroordeling tot jeugddetentie;
- veroordeling tot een misdrijf, in geval dit misdrijf mogelijk ten onrechte als geweldsmisdrijf was aangemerkt;
- gezinslid zijn van een asielzoeker in de 1F-situatie, in geval de betrokkene zelf al langer dan 10 jaar vanaf de (eerste) asielaanvraag in Nederland zou verblijven.

### Evaluatie van de pardonregeling
De IND had medio 2009 in totaal aan 27.700 vreemdelingen een pardonvergunning verleend. Aan 6000 personen was geen vergunning verleend, omdat er sprake was van een veroordeling van meer dan een maand, omdat er niet werd voldaan aan de eis van ononderbroken verblijf of omdat de pardonkandidaat niet meer te traceren was. Volgens de IND had geen van de doemscenario's zich voltrokken, dus was er geen aanzuigende werking en geen eindeloze reeks van nieuwe procedures. Er waren weliswaar 3000 bezwaarschriften ingediend waarvan het merendeel was afgewezen, maar de verwachting was dat een beperkt aantal beroepsprocedures duidelijkheid zou scheppen met betrekking tot de rechten van deze groep. 
De totstandkoming en feitelijke uitvoering van de pardonregeling werd in 2009 beschreven door Grütters. Een officiële evaluatie van de regeling door het Wetenschappelijk Onderzoek- en Documentatiecentrum van het ministerie van Justitie (WODC) was voor eind 2011 voorzien.

## Situatie in Spanje
Spanje heeft veel te maken met immigranten uit Noord-Afrika en West-Afrika die via de Middellandse Zee of de Canarische Eilanden proberen het land binnen te komen. Slechts een klein deel komt in aanmerking voor een verblijfsvergunning. Veel immigranten kiezen daarom voor een verblijf zonder vergunning. Deze illegalen hebben de afgelopen vijftien jaar al zeven keer via een generaal pardon alsnog een verblijfsvergunning gekregen. In totaal maakten daarvan rond de twee miljoen mensen gebruik. De laatste keer was in mei 2005. Toen kregen bijna zevenhonderdduizend illegale immigranten via een generaal pardon een verblijfsvergunning. Hiervoor moesten ze aantonen:
- dat ze minstens een half jaar in Spanje waren
- een contract bij een werkgever hadden
- dat ze geen strafblad hadden

De regering besloot toen tot het generaal pardon, om paal en perk te stellen aan de zwartgeldeconomie.

## Situatie in Duitsland
In maart 2007 bereikte de Bondsregering een akkoord met de zestien deelstaten over de toelating van uitgeprocedeerde asielzoekers die zes jaar of langer in Duitsland zijn en op humanitaire gronden nog niet zijn uitgezet. Die uitgeprocedeerde asielzoekers krijgen een verblijfsstatus die wordt omgezet in een permanente verblijfsstatus als ze tijdig een vaste baan hebben of vinden, Duits spreken en een integratiecursus volgen. Als ze niet aan die eisen voldoen, verliezen ze in 2009 hun verblijfsstatus alsnog.